# نوروز در افغانستان
در افغانستان جشن نوروز طبق سنت‌ها برای مدت دو هفته برگزار می‌شود و مردم از چند روز قبل (حداقل قبل از چهارشنبه سوری) برای آغاز این جشن آماده می‌شوند. از سال ۱۹۹۶ تا ۲۰۰۱ (دوران حکومت طالبان) از برگزاری مجموعه این جشن‌ها جلوگیری می‌شده‌است.
پس از روی کار آمدن دوباره طالبان در سال ۲۰۲۱، جشن باستانی نوروز یکبار دیگر در افغانستان با ممانعت روبرو شد. طالبان سلفی جشن نوروز را مخالف آموزه‌های دینی می‌دانند. در سال ۲۰۲۵ طالبان نگذاشتند «جهنده» یا علم نوروزی در زیارت سخی در کابل بلند شود.

## جشن‌ها

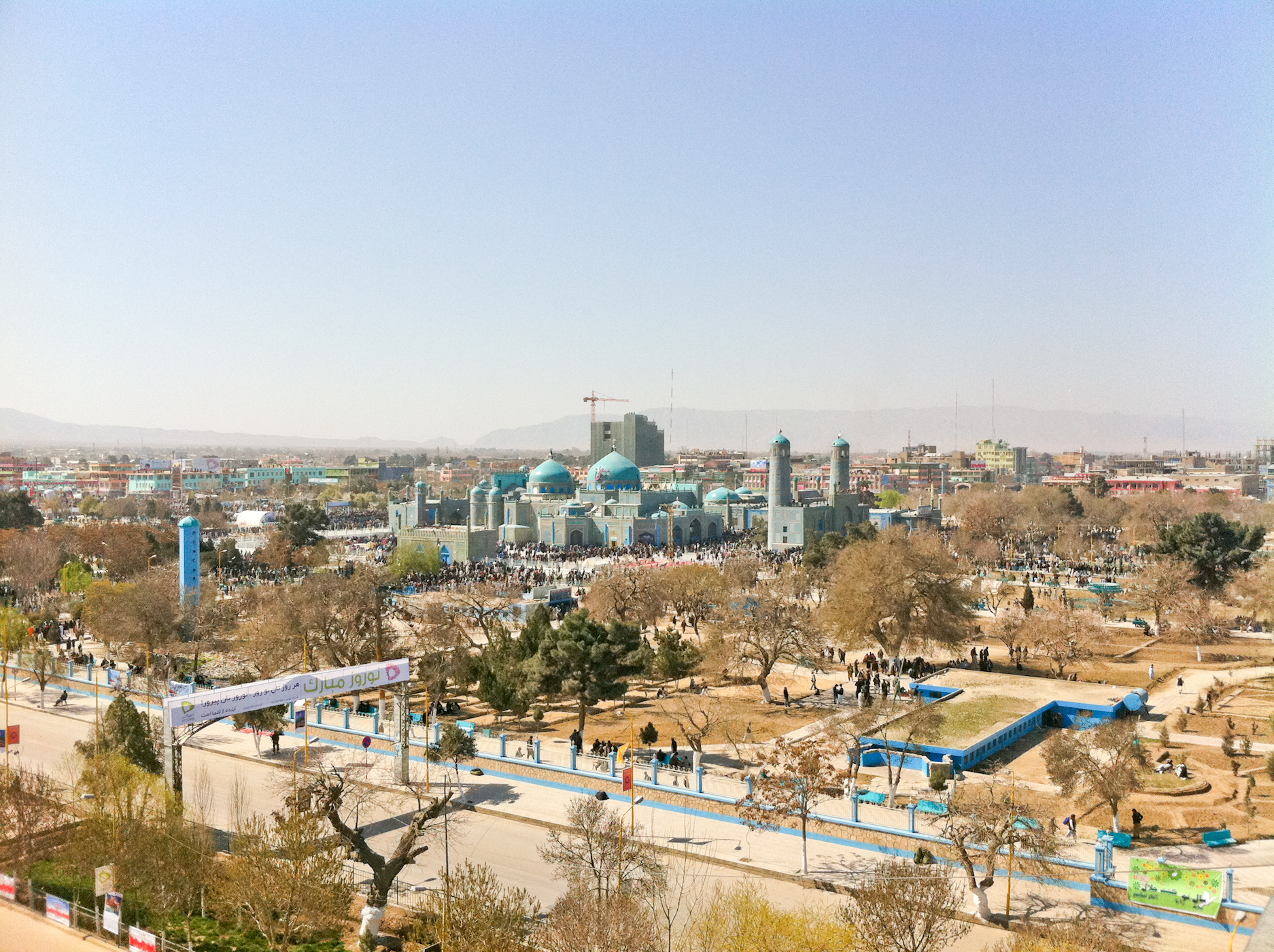
جشن نوروز

### جشن گل سرخ
جشن گل سرخ (میله گل سرخ) یک جشن خاص است که در مزار شریف در 3 روز اول سال و به مناسبت روییدن گل‌های سرخ لاله در دامنه دشت‌های سبز مشرف به شهر، اجرا می‌شود و در طول این 3 روز مردم از همه جا برای حضور در این جشن به مزار شریف می‌آیند. رسومات خاصی اجرا و لباس‌های متنوع و خاصی در طول این مراسم پوشیده می‌شود. این مراسم به‌طور هم‌زمان با مراسم جهنده علی (یا ژنده علی) انجام می‌شود. مراسم جهنده علی، مراسمی خاص دینی است که به مناسبت خلافت علی ابن ابی طالب در مسجد مقدس این شهر که گفته می‌شود آرامگاه این امام است اجرا می‌شود. این مراسم با برافراشتن یک علم (که ترکیب رنگ آن به درفش کاویانی شباهت دارد و به آن ژنده سخی می‌گویند) در حرم منسوب به امام علی و در اولین روز سال اجرا می‌شود. جشن گل سرخ برای چهل روز در دشت‌های لاله و حرم ادامه می‌یابد.

### جشن دهقان
در این مراسم که در روز اول سال اجرا می‌شود کشاورزان به شهرها می‌آیند و تولیدات خود را به نمایش می‌گذارند. در سال‌های اخیر این مراسم تنها در کابل و برخی شهرهای بزرگ اجرا می‌شود و حتی شخصیت‌های بلندپایه حکومتی نیز در تماشای آن شرکت دارند.

## خوراک‌های ویژه نوروز
مردم برای روزهای نوروز به ویژه شب سال نو اقدام به پخت غذاهای خاصی می‌کنند. معمولاً غذای سبزی چلو در این شب پخته می‌شود. نانوایی‌ها نیز در این روزها نوعی کلوچه می‌پزند که به آن کلوچه نوروزی می‌گویند و فقط در نوروز پخته می‌شود.

### هفت میوه
در افغانستان در کنار هفت سین مردم به آماده کردن هفت میوه می‌پردازند. هفت میوه چیزی شبیه به سالاد میوه است که از هفت نوع میوه خشک مختلف تشکیل شده. این هفت میوه عبارتند از: کشمش، سنجد، پسته، فندق، قیسی (زردآلوی خشک/کشته) و گردو یا آلو. 

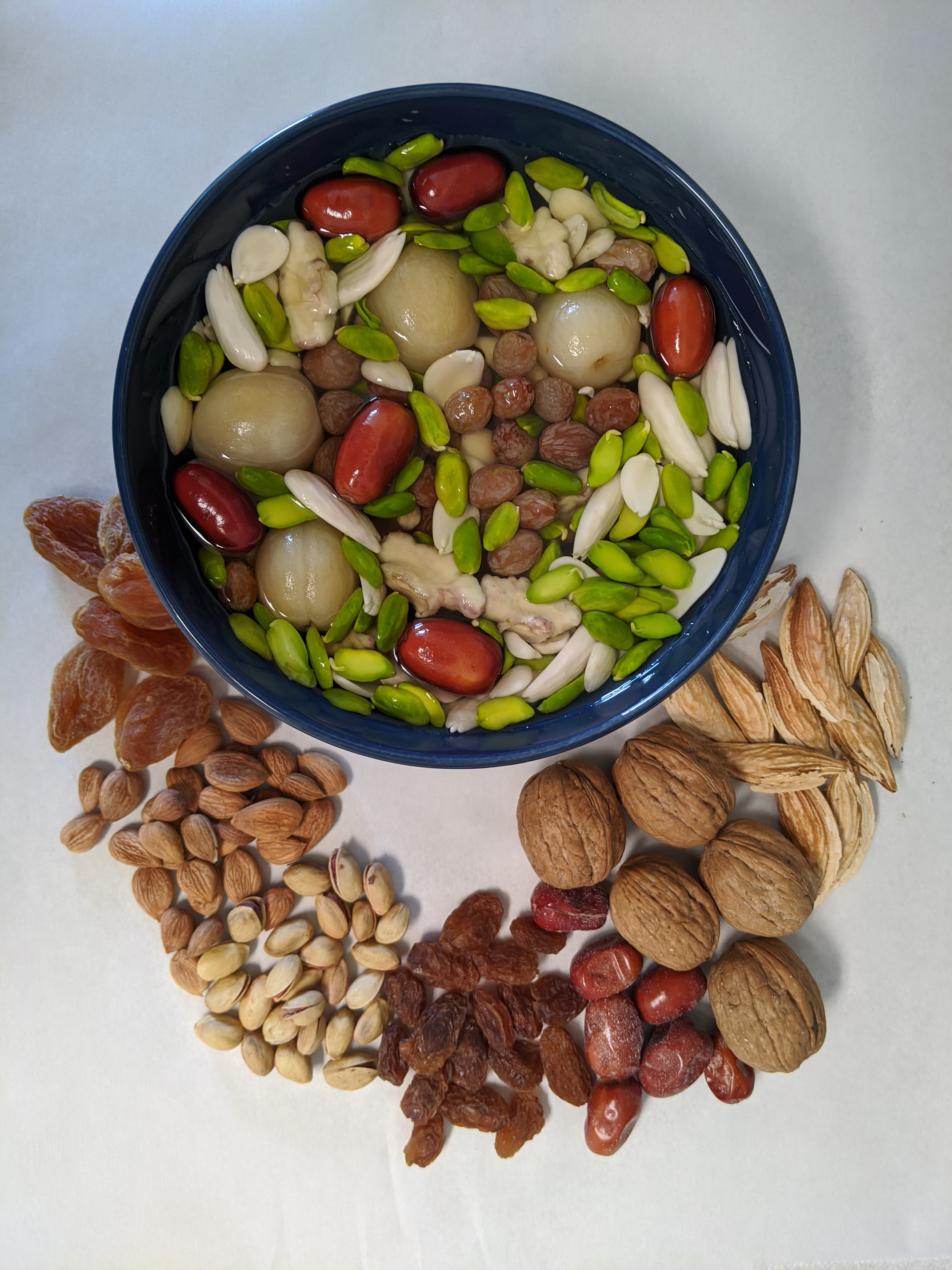
هفت میوه

## سرگرمی‌ها

### چهارشنبه اول سال
مردم افغانستان در چهارشنبه اول هر سال به دامان طبیعت می‌روند.

### تماشای دشت‌های ارغوان
ساکنین کابل در طول دو هفته اول سال برای گردش به همراه خانواده به مناطقی که در آن‌ها گل ارغوان می‌روید می‌روند.

### بزکشی
در طول مراسم و جشن‌های مختلف معمولاً مسابقات بزکشی نیز انجام می‌شود. این مسابقات معمولاً در ولایت‌های شمالی افغانستان و کابل اجرا می‌شود.

### سبزه لگد کردن سیزده‌به‌در
در دو هفته پس از نوروز مردم برای استقبال بهار به دشت‌ها و دامنه تپه‌ها می‌روند که بنام سبزه لگد کردن یا سبزه لگدکنی هم یاد می‌شود. مردم هرات علاوه بر چهارشنبه اول سال در روز سیزده فروردین(حمل) نیز به گردش در طبیعت می‌پردازند.